# Europese kampioenschappen zwemmen 1997
Het Europese kampioenschappen zwemmen in 1997 was de 23ste editie en vond plaats op de langebaan (50 m) van Sevilla. Het toernooi werd gehouden in het San Pablo-complex, en duurde van dinsdag 19 augustus tot en met zondag 24 augustus 1997.
Nederland was in de hoofdstad van Andalusië vertegenwoordigd door een 22 zwemmers en zwemsters tellende ploeg, die borg stond voor de tot dan toe beste EK-prestatie in de jaren negentig: vijf medailles, waarvan twee gouden, twee zilveren en één bronzen, en acht nationale records. Uitblinker was Marcel Wouda, die de stijgende lijn doortrok en de Europese titel won op zowel de 200 meter wisselslag als de 400 meter wisselslag.
Andere opvallende prestaties in de bakoven (ruim veertig graden Celsius) van de Zuid-Spaanse stad waren de Europese records van Rusland op de 4x100 meter vrije slag (mannen) en van de Hongaarse Ágnes Kovács op de 200 meter schoolslag (vrouwen). Alexander Popov won, minder dan een jaar nadat de Rus in Moskou op straat was neergestoken, zowel de 50 als de 100 meter vrije slag, en voerde zijn totaal op tot vijftien gouden EK-medailles.

## Uitslagen

### Dinsdag 19 augustus

#### 100 m vrije slag (vrouwen)
1. Sandra Völker (Duitsland) 55,38
2. Martina Moravcová (Slowakije) 55,46
3. Antje Buschschulte (Duitsland) 55,50
4. Sue Rolph (Groot-Brittannië) 56,09
5. Karen Pickering (Groot-Brittannië) 56,13
6. Natalia Mescheryakova (Rusland) 56,15
7. Mette Jacobsen (Denemarken) 56,51
8. Wilma van Hofwegen (Nederland) 56,51

#### 100 m schoolslag (mannen)
1. Alexander Goukov (Bulgarije) 1.02,17
2. Károly Güttler (Hongarije) 1.02,23
3. Daniel Malek (Tsjechië) 1.02,27
4. Jean-Christophe Sarnin (Frankrijk) 1.02,49
5. Domenico Fioravanti (Italië) 1.02,51
6. Benno Kuipers (Nederland) 1.02,70
7. Jens Kruppa (Duitsland) 1.02,72
8. Alexeev Vadim (Israël) 1.03,78

#### 400 m wisselslag (vrouwen)
1. Michelle Smith (Ierland) 4.42,08
2. Jana Klotsjkova (Oekraïne) 4.43,07
3. Hana Cerna (Tsjechië) 4.44,05
4. Sabine Herbst (Duitsland) 4.44,87
5. Oxana Verevka (Rusland) 4.47,59
6. Beatrice Căslaru (Roemenië) 4.48,73
7. Lourdes Becerra (Spanje) 4.50,47
8. Natalia Kozlova (Rusland) 4.52,92

#### 200 m vrije slag (mannen)
1. Paul Palmer (Groot-Brittannië) 1.48,85
2. Massimiliano Rosolino (Italië) 1.49,02
3. Bela Szabados (Hongarije) 1.49,98
4. James Salter (Groot-Brittannië) 1.49,99
5. Lars Frölander (Zweden) 1.50,03
6. Vladimir Pysjnenko (Rusland) 1.50,13
7. Marcel Wouda (Nederland) 1.50,37
8. Anders Lyrbring (Zweden) 1.50,58

#### 4x200 m vrije slag (vrouwen)
1. Duitsland 8.03,59
  1. Dagmar Hase
  2. Janina Christin Götz
  3. Antje Buschschulte
  4. Kerstin Kielgass
2. Zweden 8.04,53
  1. Louise Jöhncke
  2. Josefin Lillhage
  3. Johanna Sjöberg
  4. Malin Svahnström
3. Denemarken 8.07,26
  1. Britt Raab
  2. Berrit Pugaard
  3. Mette Jacobsen
  4. Ditte Jensen
4. Roemenië 8.08,49
5. Groot-Brittannië 8.09,44
6. Nederland 8.11,49
  1. Carla Geurts 2.02,06
  2. Minouche Smit 2.04,79
  3. Wilma van Hofwegen 2.02,78
  4. Kirsten Vlieghuis 2.02,86
7. Frankrijk 8.11,93
8. Italië 8.18,28

### Woensdag 20 augustus

#### 100 m vlinderslag (mannen)
1. Lars Frölander (Zweden) 52,85
2. Denys Sylantjev (Oekraïne) 53,27
3. Franck Esposito (Frankrijk) 53,28
4. Vladislav Kulikov (Rusland) 53,84
5. Thomas Rupprath (Duitsland) 53,99
6. Denis Pankratov (Rusland) 54,00
7. Marcin Kaczmarek (Polen) 54,49
8. Peter Horvath (Hongarije) 54,51

#### 200 m vrije slag (vrouwen)
1. Michelle Smith (Ierland) 1.59,93
2. Nadezhda Chemezova (Rusland) 1.59,97
3. Camelia Potec (Roemenië) 2.00,17
4. Martina Moravcová (Slowakije) 2.00,34
5. Kerstin Kielgass (Duitsland) 2.00,36
6. Karen Pickering (Groot-Brittannië) 2.01,02
7. Olena Lapunova (Oekraïne) 2.01,11
8. Josefin Lillhage (Zweden) 2.01,46

#### 400 m wisselslag (mannen)
1. Marcel Wouda (Nederland) 4.15,38 (Nederlands record)
2. Frederik Hviid (Spanje) 4.19,68
3. Robert Seibt (Duitsland) 4.20,43
4. Xavier Marchand (Frankrijk) 4.21,64
5. István Bathazi (Hongarije) 4.21,93
6. Uwe Volk (Duitsland) 4.23,76
7. Jani Sievinen (Finland) 4.24,59
8. Kresimir Cac (Kroatië) 4.35,36

#### 200 m schoolslag (vrouwen)
1. Ágnes Kovács (Hongarije) 2.24,90 (Europees record)
2. Alicja Peczak (Polen) 2.28,04
3. Brigitte Becue (België) 2.28,90
4. Anna Nikitina (Oekraïne) 2.29,76
5. Jaime King (Groot-Brittannië) 2.30,02
6. Anne Poleska (Duitsland) 2.30,40
7. Karine Bremond (Frankrijk) 2.30,65
8. Linda Hindmarsh (Groot-Brittannië) 2.31,68

#### 4x200 m vrije slag (mannen)
1. Groot-Brittannië 7.17,56
  1. Paul Palmer
  2. Andrew Clayton
  3. Gavin Meadows
  4. James Salter
2. Nederland 7.17,84
  1. Pieter van den Hoogenband 1.48,59
  2. Mark van der Zijden 1.49,81
  3. Martijn Zuijdweg 1.50,48
  4. Marcel Wouda 1.48,96
3. Duitsland 7.18,86
  1. Lars Conrad
  2. Christian Keller
  3. Stefan Pohl
  4. Steffen Zesner
4. Italië 7.19,27
5. Polen 7.31,45
6. Zwitserland 7.38,77

Zweden gediskwalificeerd

### Donderdag 21 augustus

#### 400 m vrije slag (vrouwen)
1. Dagmar Hase (Duitsland) 4.09,58
2. Michelle Smith (Ierland) 4.10,50
3. Kerstin Kielgass (Duitsland) 4.10,89
4. Carla Geurts (Nederland) 4.11,23
5. Kirsten Vlieghuis (Nederland) 4.13,51
6. Nadezhda Chemezova (Rusland) 4.13,81
7. Simona Paduraru (Roemenië) 4.13,87
8. Olena Lapunova (Oekraïne) 4.14,89

#### 100 m vrije slag (mannen)
1. Alexander Popov (Rusland) 49,09
2. Lars Frölander (Zweden) 49,51
3. Oleg Roucklevitch (Wit-Rusland) 49,84
4. Lorenzo Vismara (Italië) 49,93
5. Pieter van den Hoogenband (Nederland) 50,09
6. Yoav Bruck (Israël) 50,14
7. Nicholas Schackell (Groot-Brittannië) 50,55
8. Nicolae Ivan (Roemenië) 50,93

#### 100 m rugslag (vrouwen)
1. Antje Buschschulte (Duitsland) 1.01,74
2. Roxana Maracineanu (Frankrijk) 1.01,84
3. Sandra Völker (Duitsland) 1.02,23
4. Olga Kochetkova (Rusland) 1.02,80
5. Sarah Price (Groot-Brittannië) 1.03,41
6. Izabela Burczyk (Polen) 1.03,56
7. Elena Grechoushnikova (Rusland) 1.03,77
8. Suze Valen (Nederland) 1.04,13

#### 200 m rugslag (mannen)
1. Vladimir Selkov (Rusland) 1.59,21
2. Emanuele Merisi (Italië) 1.59,63
3. Ralf Braun (Duitsland) 1.59,91
4. Adam Ruckwood (Groot-Brittannië) 2.00,93
5. Marko Strahija (Kroatië) 2.01,34
6. Stefano Battistelli (Italië) 2.01,75
7. Lars Kalenka (Duitsland) 2.02,17
8. Bartosz Sikora (Polen) 2.02,27

#### 4x100 m vrije slag (vrouwen)
1. Duitsland 3.41,49
  1. Katrin Meißner
  2. Simone Osygus
  3. Antje Buschschulte
  4. Sandra Völker
2. Zweden 3.43,69
  1. Louise Jöhncke
  2. Josefin Lillhage
  3. Therese Alshammar
  4. Malin Svahnström
3. Rusland 3.44,72
  1. Svetlana Lesyukova
  2. Natalya Mesherykova
  3. Inna Yaitskaya
  4. Nadezda Syemesova
4. Groot-Brittannië 3.45,83
5. Denemarken 3.46,74
6. Nederland 3.47,05
  1. Wilma van Hofwegen 56,46
  2. Angela Postma 56,73
  3. Manon Masseurs 56,97
  4. Suze Valen 56,89
7. Italië 3.48,97

Spanje gediskwalificeerd

### Vrijdag 22 augustus

#### 400 m vrije slag (mannen)
1. Emiliano Brembilla (Italië) 3.45,96
2. Massimiliano Rosolino (Italië) 3.48,11
3. Paul Palmer (Groot-Brittannië) 3.50,03
4. Igor Snitko (Oekraïne) 3.51,12
5. Denis Zavgorodny (Oekraïne) 3.53,98
6. Graeme Smith (Groot-Brittannië) 3.54,30
7. Bela Szabados (Hongarije) 3.55,19
8. Sergi Roure (Spanje) 3.55,95

#### 100 m vlinderslag (vrouwen)
1. Mette Jacobsen (Denemarken) 59,64
2. Martina Moravcová (Slowakije) 59,74
3. Johanna Sjöberg (Zweden) 1.00,07
4. Svetlana Pozdeyeva (Rusland) 1.00,28
5. Ilaria Tocchini (Italië) 1.00,56
6. Anna Urynuik (Polen) 1.00,77
7. Cécile Jeanson (Frankrijk) 1.01,46
8. Marja Paerssinen (Finland) 1.01,52

#### 200 m schoolslag (mannen)
1. Alexander Goukov (Wit-Rusland) 2.13,90
2. Andrei Korneev (Rusland) 2.14,40
3. Daniel Malek (Tsjechië) 2.14,74
4. Benno Kuipers (Nederland) 2.14,83
5. José Couto (Portugal) 2.14,90
6. Stephan Perrot (Frankrijk) 2.14,94
7. Jean-Christophe Sarnin (Frankrijk) 2.15,19
8. Artur Paczynski (Polen) 2.16,33

#### 100 m schoolslag (vrouwen)
1. Ágnes Kovács (Hongarije) 1.08,08
2. Svetlana Bodarenko (Oekraïne) 1.08,87
3. Brigitte Becue (België) 1.09,42
4. Alicja Peczak (Polen) 1.09,56
5. Dagmara Ajnenkiel (Polen) 1.09,81
6. Madelon Baans (Nederland) 1.10,67
7. Vera Lischka (Oostenrijk) 1.10,73
8. Jaime King (Groot-Brittannië) 1.10,93

#### 4x100 m vrije slag (mannen)
1. Rusland 3.16,85 (Europees record)
  1. Alexander Popov
  2. Roman Yegorov
  3. Denis Pimankov
  4. Vladimir Pysjnenko
2. Duitsland 3.18,33
  1. Alexander Lüderitz
  2. Steffen Zesner
  3. Christian Tröger
  4. Torsten Spanneberg
3. Nederland 3.20,82
  1. Bram van Haandel 50,93
  2. Martijn Zuijdweg 50,49
  3. Mark Veens 50,01
  4. Pieter van den Hoogenband 49,39
4. Groot-Brittannië 3.21,15
5. Zweden 3.21,77
6. Italië 3.22,98
7. Israël 3.23,10
8. Spanje 3.23,74

### Zaterdag 23 augustus

#### 200 m vlinderslag (mannen)
1. Franck Esposito (Frankrijk) 1.57,24
2. Denys Sylantjev (Oekraïne) 1.58,48
3. Stephen Parry (Groot-Brittannië) 1.58,78
4. Chris-Carol Bremer (Duitsland) 1.58,86
5. Vesa Hanski (Finland) 1.59,32
6. Massimiliano Eroli (Italië) 1.59,81
7. Alexandre Gorgouraki (Rusland) 2.00,18
8. Marcin Kaczmarek (Polen) 2.00,73

#### 200 m wisselslag (vrouwen)
1. Oxana Verevka (Rusland) 2.14,74
2. Martina Moravcová (Slowakije) 2.15,02
3. Jana Klotsjkova (Oekraïne) 2.15,03
4. Sabine Herbst (Duitsland) 2.15,99
5. Sue Rolph (Groot-Brittannië) 2.16,56
6. Beatrice Căslaru (Roemenië) 2.17,17
7. Brigitte Becue (België) 2.17,22
8. Alicja Peczak (Polen) 2.17,42

#### 50 m vrije slag (mannen)
1. Alexander Popov (Rusland) 22,30
2. Mark Foster (Groot-Brittannië) 22,53
3. Julien Sicot (Frankrijk) 22,78
4. Alexander Lüderitz (Duitsland) 22,79
5. Denis Pimankov (Rusland) 22,80
6. Torsten Spanneberg (Duitsland) 22,88
7. Yoav Bruck (Israël) 23,03

Pieter van den Hoogenband (Ned) gediskwalificeerd

#### 800 m vrije slag (vrouwen)
1. Kerstin Kielgass (Duitsland) 8.34,41
2. Carla Geurts (Nederland) 8.36,14
3. Jana Henke (Duitsland) 8.39,93
4. Kristyna Kynerova (Tsjechië) 8.45,74
5. Flavia Rigamonti (Zwitserland) 8.48,30
6. Anna Simoni (Italië) 8.49,57
7. Sarah Collings (Groot-Brittannië) 8.50,42
8. Maria Bardina (Spanje) 8.53,92

#### 100 m rugslag (mannen)
1. Martín López-Zubero (Spanje) 55,71
2. Eithan Urbach (Israël) 55,88
3. Vladimir Selkov (Rusland) 55,97
4. Emanuele Merisi (Italië) 56,09
5. Mariusz Siembida (Polen) 56,10
6. Jani Sievinen (Finland) 56,17
7. Martin Harris (Groot-Brittannië) 56,27
8. Neil Willey (Groot-Brittannië) 56,37

#### 4x100 m wisselslag (vrouwen)
1. Duitsland 4.07,73
  1. Antje Buschschulte
  2. Sylvia Gerasch
  3. Katrin Meißner
  4. Sandra Völker
2. Rusland 4.09,04
  1. Olga Kochetkova
  2. Olga Landik
  3. Svetlana Posdeyeva
  4. Natalya Meshenyakova
3. Groot-Brittannië 4.10,31
  1. Sarah Price
  2. Jamie King
  3. Caroline Foot
  4. Karen Pickering
4. Italië 4.12,50
5. Nederland 4.12,69
  1. Suze Valen 1.03,92
  2. Madelon Baans 1.10,57
  3. Wilma van Hofwegen 1.01,57
  4. Manon Masseurs 56,63
6. Frankrijk 4.13,20
7. Hongarije 4.14,10
8. België 4.15,14

### Zondag 24 augustus

#### 200 m vlinderslag (vrouwen)
1. Cathleen Rund (Duitsland) 2.11,46
2. Antje Buschschulte (Duitsland) 2.12,05
3. Roxana Maracineanu (Frankrijk) 2.12,06
4. Elena Grechoushnikova (Rusland) 2.13,80
5. Helen Don-Ducan (Groot-Brittannië) 2.14,68
6. Joanne Deakins (Groot-Brittannië) 2.15,49
7. Hélène Ricardo (Frankrijk) 2.16,31
8. Katerina Pivonkova (Tsjechië) 2.17,18

#### 200 m wisselslag (mannen)
1. Marcel Wouda (Nederland) 2.00,77 (Nederlands record)
2. Xavier Marchand (Frankrijk) 2.01,08
3. Jani Sievinen (Finland) 2.02,12
4. Christian Keller (Duitsland) 2.02,50
5. Serguei Sergeev (Oekraïne) 2.03,61
6. Massimiliano Rosolino (Italië) 2.03,73
7. Jordi Carasco (Spanje) 2.03,73
8. Peter Mankoč (Slovenië) 2.05,79

#### 50 m vrije slag (vrouwen)
1. Natalia Mescheryakova (Rusland) 25,31
2. Sandra Völker (Duitsland) 25,43
3. Therese Alshammar (Zweden) 25,78
4. Simone Osygus (Duitsland) 25,84
5. Angela Postma (Nederland) 25,89
6. Metka Sparavec (Slovenië) 26,03
7. Olga Mukomol (Oekraïne) 26,03
8. Tine Bossuyt (België) 26,43

#### 1500 m vrije slag (mannen)
1. Emiliano Brembilla (Italië) 14.58,65
2. Igor Snitko (Oekraïne) 15.07,85
3. Denis Zavgorodny (Oekraïne) 15.19,28
4. Graeme Smith (Groot-Brittannië) 15.22,11
5. Frederik Hviid (Spanje) 15.22,20
6. Ian Wilson (Groot-Brittannië) 15.23,54
7. Marco Formentini (Italië) 15.31,71

Jörg Hoffmann (Duitsland) Teruggetrokken

#### 200 m rugslag (vrouwen)
1. Maria Pelaez (Spanje) 2.10,25
2. Michelle Smith (Ierland) 2.10,88
3. Mette Jacobsen (Denemarken) 2.11,97
4. Anna Uryniuk (Polen) 2.12,01
5. Silvia Szalai (Duitsland) 2.12,52
6. Martina Moravcová (Slowakije) 2.12,71
7. Barbara Franco (Spanje) 2.12,74
8. Katrin Jaeke (Duitsland) 2.13,08

#### 4x100 m wisselslag (mannen)
1. Rusland 3.39,67
  1. Vladimir Selkov 56,30
  2. Andrei Korneev 1.01,42
  3. Vladislav Kulikov 52,92
  4. Alexander Popov 49,02
2. Duitsland 3.41,47
  1. Ralf Braun
  2. Jens Kruppa
  3. Thomas Rupprath
  4. Christian Tröger
3. Polen 3.42,20
  1. Mariusz Siembida
  2. Marek Krawczyk
  3. Marcin Kaczmarek
  4. Bartosz Kiezierowski
4. Italië 3.43,32
5. Israël 3.43,64
6. Groot-Brittannië 3.43,83
7. Spanje 3.44,25
8. Zwitserland 3.48,97

## Eindstand medailleklassement
| RANG | LAND                | GOUD | ZILVER | BRONS | TOTAAL |
| ---- | ------------------- | ---- | ------ | ----- | ------ |
| 1.   | Duitsland           | 8    | 3      | 8     | 19     |
| 2.   | Rusland             | 7    | 3      | 2     | 12     |
| 3.   | Italië              | 2    | 3      | 0     | 5      |
| 4.   | Nederland           | 2    | 2      | 1     | 5      |
| 5.   | Ierland             | 2    | 2      | 0     | 4      |
| 6.   | Verenigd Koninkrijk | 2    | 1      | 3     | 6      |
| 7.   | Hongarije           | 2    | 1      | 1     | 4      |
| 8.   | Spanje              | 2    | 1      | 0     | 3      |
| 9.   | Zweden              | 1    | 3      | 2     | 6      |
| 10.  | Frankrijk           | 1    | 2      | 3     | 6      |
| 11.  | Denemarken          | 1    | 0      | 2     | 3      |
| 12.  | Wit-Rusland         | 1    | 0      | 1     | 2      |
| 13.  | Bulgarije           | 1    | 0      | 0     | 1      |
| 14.  | Oekraïne            | 0    | 5      | 2     | 7      |
| 15.  | Slowakije           | 0    | 3      | 0     | 3      |
| 16.  | Polen               | 0    | 1      | 1     | 2      |
| 17.  | Israël              | 0    | 1      | 0     | 1      |
| 18.  | Tsjechië            | 0    | 0      | 3     | 3      |
| 19.  | België              | 0    | 0      | 2     | 2      |
| 20.  | Finland             | 0    | 0      | 1     | 1      |
| 20.  | Roemenië            | 0    | 0      | 1     | 1      |
|      | TOTALEN             | 32   | 31     | 33    | 96     |

Langebaan (50 meter):

Boedapest 1926 · 
Bologna 1927 · 
Parijs 1931 · 
Maagdenburg 1934 · 
Londen 1938 · 
Monte Carlo 1947 · 
Wenen 1950 · 
Turijn 1954 · 
Boedapest 1958 · 
Leipzig 1962 · 
Utrecht 1966 · 
Barcelona 1970 · 
Wenen 1974 · 
Jönköping 1977 · 
Split 1981 · 
Rome 1983 · 
Sofia 1985 · 
Straatsburg 1987 · 
Bonn 1989 · 
Athene 1991 · 
Sheffield 1993 · 
Wenen 1995 · 
Sevilla 1997 · 
Istanboel 1999 · 
Helsinki 2000 · 
Berlijn 2002 · 
Madrid 2004 · 
Boedapest 2006 · 
Eindhoven 2008 · 
Boedapest 2010 · 
Debrecen 2012 · 
Berlijn 2014 · 
Londen 2016 · 
Glasgow 2018 · 
Boedapest 2020 · 
Rome 2022

Kortebaan (25 meter):

Sprintkampioenschappen: Gelsenkirchen 1991 · 
Espoo 1992 · 
Gateshead 1993 · 
Stavanger 1994

Kortebaankampioenschappen: Rostock 1996 · 
Sheffield 1998 · 
Lissabon 1999 · 
Valencia 2000 · 
Antwerpen 2001 · 
Riesa 2002 · 
Dublin 2003 · 
Wenen 2004 · 
Triëst 2005 · 
Helsinki 2006 · 
Debrecen 2007 · 
Rijeka 2008 · 
Istanboel 2009 · 
Eindhoven 2010 · 
Szczecin 2011 · 
Chartres 2012 · 
Herning 2013 · 
Netanya 2015 · 
Kopenhagen 2017 · 
Glasgow 2019 · 
Kazan 2021 · 
Otopeni 2023